# Gran Orient Lusità

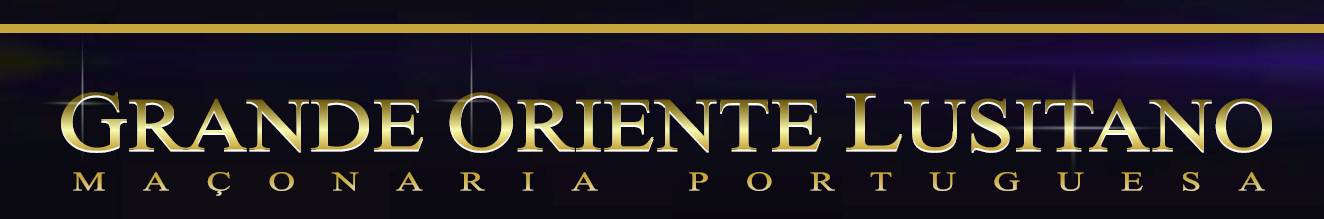
Gran Orient Lusità - Maçoneria Portuguesa

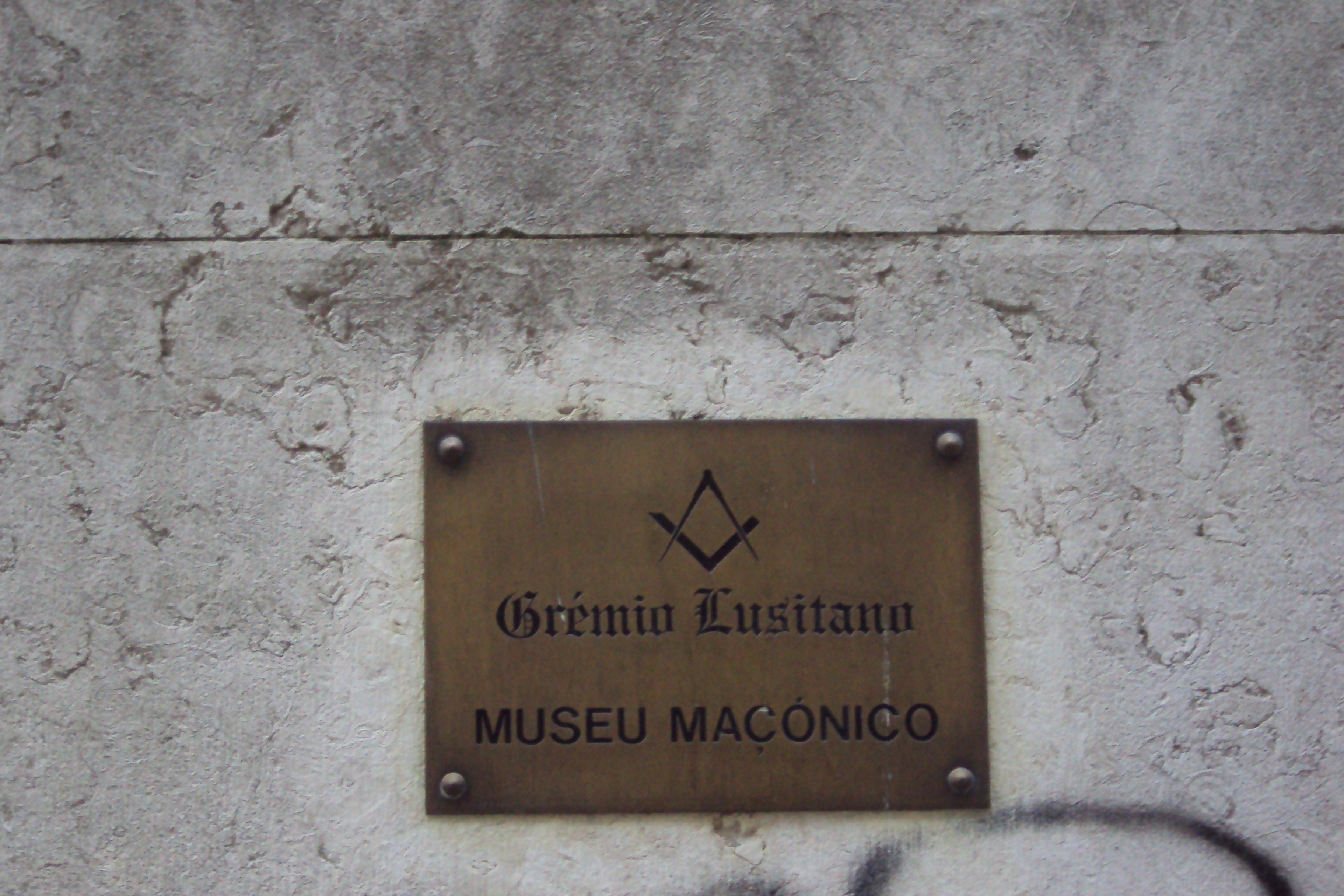

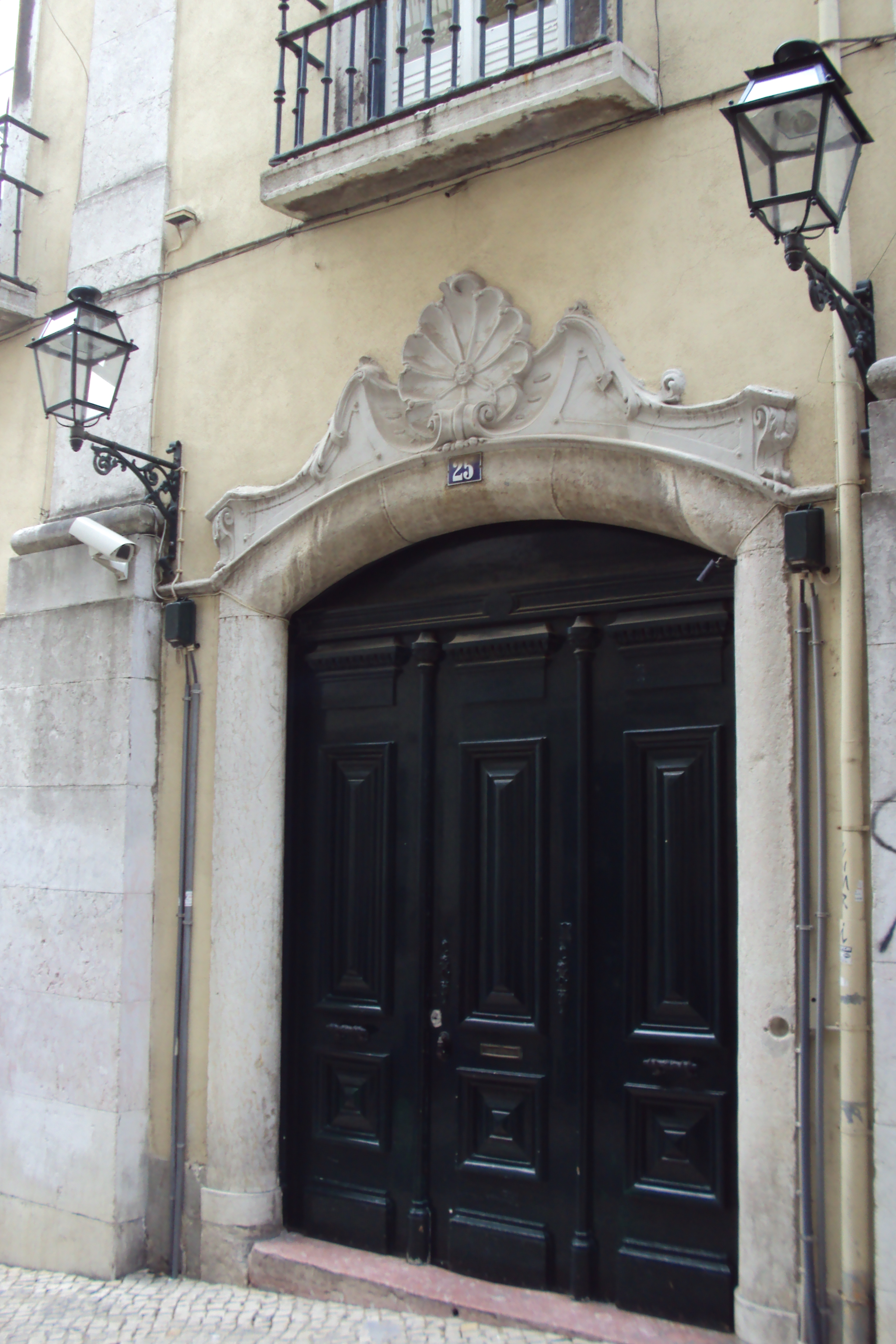
Entrada principal del Gran Orient Lusità a la rua do Grémio Lusitano a Lisboa

El Gran Orient Lusità (portuguès Grande Oriente Lusitano) és l'obediència maçònica més antiga de Portugal, fundada en 1802. Per a la seva fundació, haurà tingut com un dels principals dignataris Gomes Freire de Andrade i el patrocini d'August Frederic, Duc de Sussex, encara que aquest últim hagués estat gran mestre de la maçoneria anglesa i no de la francmaçoneria. Així, la influència "jacobina" francesa esdevindrà amb el general Junot durant la seva estada a Portugal i les seves pretensions de dirigir aquesta gran lògia.

## Història
Des de la seva fundació la seva història està íntimament lligada al país, influint en alguns dels principals esdeveniments històrics de Portugal dels segles XIX i xx com la revolució liberal de 1820, l'abolició de la pena de mort en 1867; o la revolució del 5 d'octubre de 1910 que portaria la proclamació de la República Era vist com una força motriu en l'anticlericalisme dels liberals.
El seu primer Gran Mestre el jutge Sebastião José de São Paio de Melo e Castro de Lusignan, net del 1r Marquès de Pombal, el nom simbòlic del qual era Egas Moniz.
El Gran Orient Lusit`s va conèixer, al llarg de la seva història, moments de feroç persecució per les ales més conservadores i reaccionàries de la societat. Entre aquests moments es destaca la seva prohibició per Pina Manique i durant l'Estado Novo (Llei 1901, de 21 de maig de 1935, proposta pwr José Cabral, que s'havia adherit recentment a la União Nacional, després de militar en l'integralisme lusità i amb el nacional-sindicalisme liderat per Rolão Preto) que forçà als seus membres a la clandestinitat i sovint els portà a la presó o l'exili.
Plantilla:Maçonaria2
Fernando Pessoa, tot i que presumiblement era profà va publiar un article al Diário de Lisboa en defensa de la Maçoneria i, concretament, del Gran Orient Lusità.
Durant el període de clandestinitat el Gran Orient Lusità va veure els seus béns confiscats i el Palau Maçònic ocupat per la Legió Portuguesa. Amb la revolució dels Clavells li foren retornats tots els béns confiscats.
Les discrepàncies entre el fill de l'exgran mestre Adelino da Palma Carlos i el nucli del llavors nou gran mestre José Eduardo Simões Coimbra provocà una escissió en el GOL a finals de 1984 que originaria una altra corrent maçònica, oberta a membres catòlics i més lligada a la dreta, la Gran Lògia Regular de Portugal (GLRP).
El 25 de gener de 2003, per primer cop, es van obrir les portes del Gran Orient a la comunicació social per a transmetre un missatge del gran mestre António Arnaut. El 20 de març del mateix any, i també per primer cop, el president de la República, Jorge Sampaio, visità el Palau Maçònic.
Entre els seus membres hi ha figures de gran relleu en la història de Portugal.

## Ritus
Sota els auspicis del Gran Orient Lusità treballen lògies simbòliques del Ritu Escocès Antic i Acceptat i del Ritu Francès. Aquests ritus són administrats per les respectives potències filosòfiques amb les que el Gran Orient Lusità ha tractat:
- Suprem Consell dels Grans Inspectors Generals del 33è Grau del Ritu Escocès Antic i Acceptat per a Portugal i la seva jurisdicció;[11]
- Sobirà Gran Capítol de Cavallers Rosa-Creu – Gran Capítol General del Ritu Francès de Portugal.[12]

## Gremi Lusità
Les potències estan representades en la societat civil a través del Grémio Lusitano, associació cultural i recreativa, amb seu en edifici propi a la Rua do Grémio Lusitano, a Lisboa.
El Palácio Maçónico com és designat, alberga també el Museu Maçònic Portuguès, considerat un dels millors d'Europa en la seva especialitat, que està obert al públic, de dimarts a dijous, de 14:30 a 17:30. Per la seva qualitat i prestigi, està proposat per integrar-se a la xarxa nacional de museus.

## El gran mestre
Fernando Lima fou elegit gran mestre del Gran Orient Lusità en 2011 succeint António Reis.
Fou iniciat a la R∴ Lògia Universalis. Va ocupar diversos càrrecs a la lògia.